# Liste des rois du Dál Riata
Pour les articles homonymes, voir Dalriada.
Le roi de Dál Riata ou Dal Riada régnait sur un royaume scot situé sur la côte nord-est de l'Irlande et la côte ouest de l'Écosse.

## Légende fondatrice
La tradition la plus répandue par les chroniques d'Irlande veut que le Dál Riata ou Dál Riada ait été fondé vers la fin du Ve siècle par le roi quasi légendaire Fergus le Grand (gaélique : Fergus Mòr Mac Earca), réputé être l'ancêtre des rois d'Écosse postérieurs.
La seconde tradition, dont se fait l'écho Bède le Vénérable, évoque un roi « Reuda » identifié avec  Caibre Riata vers 220 ap. J.-C., des généalogies mythiques irlandaises, un fils de l'Ard ri Erenn légendaire Conaire Cóem, originaire d'Antrim dans l'actuelle Irlande du Nord qui, au IIIe siècle, donne son nom à ce royaume en y établissant une première colonie.

« Par la suite, en plus des Bretons et des Pictes, la Bretagne accueillit un troisième peuple : les Scots. Ceux-ci, émigrant sous la conduite de leur chef Reuda, s'emparèrent, en négociant ou en usant de la force, des colonies, dont ils disposent toujours. On les appelle encore Dalreudins, du nom de leur chef, car, dans leur langue daal signifie "une partie". »

— Bède Le Vénérable, Histoire ecclésiastique du peuple anglais. Texte traduit et présenté par Philippe Delaveau, Gallimard, 1995  (ISBN 2070730158), « Chapitre premier » p. 67.
Quant à l'existence dans le royaume de Dál Riata de deux régions aussi éloignées, les archéologues ne trouvent pas les traces d'une telle conquête, et on estime plutôt désormais que les deux régions étaient liées pacifiquement depuis l'âge du fer.
Dès le VIe siècle, le Dál Riata est présent dans les sources écrites, dont la vie de Saint Colomba d'Iona par Saint Adamnan, écrite à Iona vers la fin du VIIIe siècle, et qui semble être la plus fiable. À Iona, depuis sa fondation par Saint Colomba, les moines écrivaient une chronique, utilisée par les chroniqueurs irlandais du haut Moyen Âge et dont les traces survivent, surtout dans les Annales d'Ulster et les Annales de Tigernach.
Le Dal Riada contrôle l'Argyll, partie de l'ouest de l'Écosse, sous le commandement de Fergus Mac Erc, peu de temps avant sa mort, vers l'an 500. En 637, les Dal Riada irlandais et écossais se séparent définitivement à la suite de la bataille de Magh Rath.

## À propos des rois de Dál Riata

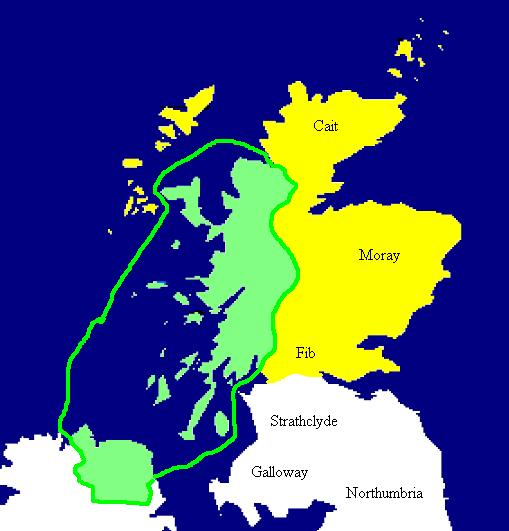
Carte de Dal Riada à son apogée, vers 590. Les régions pictes sont indiquées en jaune.

En Dál Riata, il y avait souvent plusieurs rois, et l'un d'entre eux était roi principal. Il n'est pas toujours facile de savoir si les chroniqueurs irlandais parlent d'un roi secondaire, ou du roi principal. De plus, il y avait un royaume voisin, le Dál nAraidi, qui s'appelait en latin « Dalaradia ». De ce fait, les copistes médiévaux qui travaillaient en latin pouvaient facilement confondre  « Dalriada » et « Dalaradia ». Le troisième problème est que les rois écossais du haut Moyen Âge prétendaient être de la descendance des rois de  Dál Riata. Que cela soit vrai ou non, il est toujours possible que les documents qui nous restent soient des fictions établies pour flatter un roi d'antan. Il est en tout cas certain que le roi Selbach, dont on ne peut douter qu'il ait été roi pendant vingt ans, n'est pas inclus dans le Duan Albanach, « chant épique » de l'époque du roi Malcolm III d'Écosse.
Les rois de Dál Riata portaient des noms gaéliques, dont la forme la plus répandue et la plus connue est Domangart mac Fergusa (« Dongard fils de Fergus »). Moins souvent on voit des noms comme Fiannamail ua Dúnchada, (« Fiannamail petit-fils de Duncan »). On voit aussi des surnoms, Eochaid Buide, (« Eochaid le blond »), et moins souvent les deux formes se trouvent ensemble, comme Fergus Mòr mac Earca, (« Fergus le Grand, fils d'Erc »).
En Irlande à cette époque, on trouve aussi des noms de clan comme Uí Néill, qui ne veut pas dire « petit-fils de Niall » mais « de la descendance de Neill ». En Écosse, les  formes utilisées sont du type Cenél nGabráin, Cenél Comgaill ou Cenél nÓenguso, etc., qui signifient « de la descendance de Congall, de Gabrán ou d'Óengus ». Le mot Síl, qui a la même signification, s'utilise en Irlande aussi. Comme on le voit, le gaélique est une langue, comme le latin, où les noms se déclinent. Il n'est pas rare de lire les noms avec le nom du père au cas nominatif. Et comme en français, l'irlandais du premier millénaire ne ressemble pas à la langue actuelle.

## Liste des rois de Dál Riata
L'historien et humaniste Georges Buchanan au XVIe siècle reprenant les récits de Jean de Fordun du XIVe siècle ne dénombrait pas moins de 68 rois avant Kenneth mac Alpin à partir d'un mythique roi des Scots Fergus Ier mac Feradach qui aurait régné de 330 à 305 av. J.-C.

### Les rois avant la bataille de Mag Rath
| Règne                               | Roi                   | Nom                                                      | Famille                               | Notes |
| ----------------------------------- | --------------------- | -------------------------------------------------------- | ------------------------------------- | --- |
| Inconnu                             | Loarn                 | Loarn mac Eirc                                           | Fils d'Erc                            | Fondateur éponyme du Cenél Loairn |
| Inconnu                             | Fergus Mòr            | Fergus Mór mac Eirc Mac Nisse Mór                        | Fils d'Erc                            | Mac Nisse Mór ; les Annales de Tigernach relèvent sa mort vers 501. |
| Inconnu                             | Domangart mac Fergusa | Domangart Réti Domangart mac Ferguso Domangart Mac Nissi | Fils de Fergus Mór                    | Les Annales de Inisfallen relèvent la mort de Domangart de Cenn Tíre vers 507 ; le nom Mac Nissi est sans doute une erreur du texte.                                                                   |
| Mort vers 540                       | Comgall               | Comgall mac Domangairt                                   | Fils de Domangart                     | Réputé avoir régné 35 ans ; plusieurs obits dans les Annales d'Ulster ; ancêtre éponyme du Cenél Comgaill.                                                                                             |
| Mort vers 560                       | Gabrán                | Gabrán mac Domangairt                                    | Fils de Domangart                     | Sa mort est associée avec Brude mac Maelchon ; Double obits dans les Annales d'Ulster ; ancêtre éponyme du Cenél nGabráin                                                                              |
| Mort vers 574                       | Conall                | Conall mac Comgaill                                      | Cenél Comgaill ; Fils de Comgall      | Réputé avoir fait don d'Iona à Columba ; le premier roi qui a une entrée dans les Annales d'Ulster autre que celle notant sa mort.                                                                     |
| Mort vers 608                       | Áedán                 | Áedán mac Gabráin                                        | Cenél nGabráin ; fils de Gabrán       | Connu par la vie de Colomba d'Iona d'Adomnán et par de multiples entrées dans Annales |
| Mort vers 629 (après Connad Cerr)   | Eochaid Buide         | Eochaid Buide Eochaid mac Áedáin                         | Cenél nGabráin ; fils d'Áedán         | Connu par la Vie de Colomba d'Iona d'Adomnán et par les Annales. |
| Mort vers 629 (avant Eochaid Buide) | Connad Cerr           | Connad mac Conaill                                       | Cenél Comgaill ? ; fils de Conall     | Co-roi avec Eochaid Buide, il meurt avant lui ; vaincu et tué lors de la Bataille Fid Eóin par Congal Cáech, roi d'Ulster.                                                                             |
| Mort vers 642                       | Domnall Brecc         | Domnall Brecc Domnall mac Echdach                        | Cenél nGabráin ; fils d'Eochaid Buide | Défait et tué lors de la bataille de Strathcarron par Eugein map Beli, roi de Alt Clut. |
| Inconnu                             | Ferchar               | Ferchar mac Connaid                                      | Cenél Comgaill ; fils de Connad Cerr  | L'entrée relative à sa mort est fixée dans les Annales d'Ulster à 694 apparemment déplacée ; selon le Duan Albanach, il est roi après la mort de son père sans doute conjointement avec Domnall Brecc. |

### Rois de la Bataille de Mag Rath à 741
| Règne                                | Roi              | Nom                                                  | Famille | Notes |
| ------------------------------------ | ---------------- | ---------------------------------------------------- | --- | --- |
| Mort vers 654                        | Dúnchad          | Dúnchad mac Conaing Dúnchad mac Dúbain               | Cenél nGabráin ; probablement un fils de Conaing mac Áedán                                                        | Présumé ancêtre des h-ua Dúnchado qui apparaissent ensuite fréquemment dans les Annales. |
| Mort vers 660                        | Conall Crandomna | Conall Crandomna Conall Crannamna Conall mac Echdach | Cenél nGabráin ; Fils d'Eochaid Buide                                                                             | |
| Mort vers 673                        | Domangart        | Domangart mac Domnaill                               | Cenél nGabráin ; fils de Domnall Brecc                                                                            | |
| Mort vers 689                        | Máel Dúin        | Máel Dúin mac Conaill                                | Cenél nGabráin ; fils de Conall Crandomna                                                                         | |
| Mort vers 696                        | Domnall Donn     | Domnall Donn Domnall mac Conaill                     | Cenél nGabráin ; fils de Conall Crandomna                                                                         | |
| Mort vers 697                        | Ferchar          | Ferchar Fota Ferchar mac Feredaig                    | Cenél Loairn ; un descendant à la 7e génération de Loarn                                                          | Règne sur le Cenél Loairn et, pour quelques années sur le Dál Riata |
| Mort vers 697                        | Eochaid          | Eochaid mac Domangairt Echu nepos Domnaill           | Cenél nGabráin ; fils de Domangart                                                                                | Attesté par les Annales mais omis dans les généalogies postérieures, il est cependant inclus dans le Duan Albanach. |
| Déposé vers 698                      | Ainbcellach      | Ainbcellach mac Ferchair                             | Cenél Loairn ; fils de Ferchar Fota                                                                               | Tué en 719 dans une bataille contre son frère Selbach. |
| Mort en 700                          | Fiannamail       | Fiannamail ua Dúnchado Fiannamail mac h-ua Dúnchado  | Cenél nGabráin ? ; peut être un petit-fils ou un arrière-petit-fils de Dúnchad mac Conaing                        | Il n'est pas certain que Fiannamail doive être pris en compte comme roi de Dál Riata, ou de Dál nAraidi ; ses fils putatifs Indrechtach et Conall sont tués lors d'un combat en 741.                                                                                 |
| Mort en 707                          | Béc              | Béc ua Dúnchado                                      | Cenél nGabráin ? ; probablement un petit-fils ou un neveu de Dúnchad mac Conaing                                  | Sans doute chef du Cenél nGabráin |
| Mort en 721                          | Dúnchad          | Dúnchad Bec                                          | Cenél nGabráin ; inconnu mais une relation avec Fiannamail, Béc et le précédent Dúnchad mac Conaing est possible. | Chef du Kintyre de 719 à 721 |
| Abdique en 723                       | Selbach          | Selbach mac Ferchair                                 | Cenél Loairn ; fils de Ferchar Fota                                                                               | Abdique en faveur de son fils Dúngal et entre en religion, meurt en 730 |
| Déposé comme roi de Dál Riata en 726 | Dúngal           | Dúngal mac Selbaig                                   | Cenél Loairn ; Fils de Selbach                                                                                    | Demeure probablement le chef du Cenél Loairn jusqu'à sa déposition en 733 |
| 726–733                              | Eochaid          | Eochaid Angbad Eochaid mac Echdach                   | Cenel nGabráin ; fils d'Eochaid mac Domangairt                                                                    | Retour à la lignée du Cenel nGabráin. Son nom est repris dans les Synchronismes de Flann Mainistreach. |
| 733–736                              | Muiredach        | Muiredach mac Ainbcellaig                            | Cenél Loairn ; fils de Ainbcellach                                                                                | Chef du Cenél Loairn ; Muiredach doit avoir également été roi de Dál Riata. |
| Exécuté en 734                       | Talorg           | Talorgg mac Congusso                                 | Cenél nGartnait ; fils de Congus mac Conamail                                                                     | Roi de Kyntire, livré aux Pictes par son frère Cú Bretan et exécuté. |
| Inconnu                              | Alpín            | Alpín mac Echdach                                    | Cenél nGabráin ? ; fils d'Eochaid mac Domangairt ?                                                                | Apparaît dans le Duan Albanach et dans les Synchronismes de Flann Mainistreach ; peut être une extrapolation. |
| Inconnu                              | Eógan            | Eógan mac Muiredaig                                  | Cenél Loairn ; fils de Muiredach                                                                                  | Connu des Chronique des Scots qui lui attribuent un règne de 3 ans, mais non présenté comme roi par le Duan Albanach ; il semble avoir seulement été à la tête du Cenél Loairn.                                                                                      |
| Mort en 741                          | Indrechtach      | Indrechtach mac Fiannamail                           | Cenel nGabráin ? ; fils présumé de Fiannamail.                                                                    | Idenfication incertaine, tué lors de la bataille de Forboros, peut être par les Pictes de Óengus mac Fergusa ; il peut cependant avoir été un roi contemporain du Dál nAraidi, Indrechtach mac Lethlobair mais dans ce cas son patronyme devrait être mac Lethlobair |

### Rois après 741
| Règne                     | Roi           | Nom                    | Famille                                                                                                   | Notes |
| ------------------------- | ------------- | ---------------------- | --- | --- |
| vers 736–750 ou plus tard | Rois inconnus |                        | | Dál Riata est sous le contrôle des Pictes d'Oengus mac Fergusa à partir de 736–741 jusque vers 750, et peut être plus tard ; pas de roi connu pendant cette période, mais il est probable que les rois pictes règnent sur le Dál Riata par le biais de roi vassaux. |
| avant 768–778             | Áed Find      | Áed mac Echdach        | Cenel nGabráin ; fils présumé d'Eochaid mac Eochaid                                                       | Il aurait régné 30 ans. Les généalogies postérieures présente Áed Find comme le fils de Domangart mac Domnall Brecc ce qui est chronologiquement impossible. |
| 778–781                   | Fergus        | Fergus mac Echdach     | Cenel nGabráin ; frère d'Áed Find                                                                         | |
| Inconnu                   | Eochaid       | Eochaid mac Áeda Find  | Cenel nGabráin ; fils d'Áed Find                                                                          | Non mentionné par le Duan Albanach, ou dans les Annales ; connu par les généalogies postérieures; peut être un doublon d'Eochaid mac Echdach |
| Mort en 792               | Donncoirce    | Nom inconnu            | Inconnu                                                                                                   | Obituaire dans les Annales d'Ulster ; non mentionné dans le Duan Albanach ou dans les généalogies postérieures |
| Inconnu                   | Caustantín    | Caustantín mac Fergusa | Non connu avec certitude, peut être un descendant de Óengus mac Fergusa ou un fils de Fergus mac Echdach. | Roi de Fortriú vers 789–820 ; mentionné dans le Duan Albanach, mais on estime désormais qu'il ne fut pas roi de Dál Riata. |
| vers 792–805              | Rois inconnus |                        | | Pas de rois connus pour cette période |
| vers 805–807              | Conall        | Conall mac Taidg       | Inconnu                                                                                                   | Mort relevée dans une bataille au Kintyre, il est présumé être le 1er des deux Conalls mentionnés par le Duan Albanach. |
| vers 807–811              | Conall        | Conall mac Áedáin      | Inconnu                                                                                                   | Tue Conall mac Taidg, « un autre Conall » règne 4 ans selon le Duan Albanach. |
| vers 811–835              | Domnall       | Domnall mac Caustantín | Fils de Caustantín mac Fergusa                                                                            | Un roi nommé Domnall règne 24 ans selon le Duan Albanach. |
| Inconnu                   | Óengus        | Óengus mac Fergusa     | Frère de Caustantín                                                                                       | Roi de Fortriú vers 820–834 ; mentionné dans le Duan Albanach on considère désormais qu'il n'a pas été roi de Dál Riata. |
| Inconnu                   | Eóganán       | Eóganán mac Óengusa    | Fils d'Óengus                                                                                             | Roi de Fortriú c. 837–839 ; mentionné dans le Duan Albanach, on considère également désormais qu'il na pas été roi de Dál Riata. |
| vers 835–839              | Áed           | Áed mac Boanta         | Inconnu                                                                                                   | Tué lors d'une bataille contre les Vikings aux côtés d'Eóganán mac Óengusa ; un roi nommé Áed est mentionné par le Duan Albanach. |
| Inconnu                   | Alpín         | Alpín mac Echdach      | Cenel nGabráin ; fils d'Eochaid mac Áed Find                                                              | Non repris par le Duan Albanach ou les Annales ; connu par les généalogies postérieures; pas d'évidence qu'il ait été roi de Dál Riata et qu'il soit le fils du suspect Eochaid mac Áeda Find.                                                                      |
| Inconnu                   | Cináed        | Cináed mac Ailpín      | Cenel nGabráin; fils d'Alpín                                                                              | rex Pictorum c. 843–858 ; n'est pas mentionné comme roi de Dál Riata. |

## Hypothèse
Dans un ouvrage, Alex Woolf remet en cause la thèse d'un double royaume des Scots et des Pictes soutenue notamment par Alfred P. Smyth. Il considère que Constantin mac Fergus, Óengus II mac Fergus et Eòganán mac Oengus n'ont été que des rois des Pictes ou de Fortriú. Par ailleurs, il estime que l'absence de mention de roi de Dalriada après la mort de Donncoirce est liée à une occupation temporaire de la région par les Vikings norvégiens. Il envisage de plus que Domnall mac Caustantín et Áed mac Boanta aient été des « sub-regulus », des roitelets vassaux des rois de Fortriú après le rétablissement de l'autorité de Constantin Ier mac Fergusa sur ce royaume en 811. Dans ce contexte, la fin de la liste des rois de Dalriada avant la prise du pouvoir par Kenneth Ier d'Écosse serait la suivante :
- 778-781 : Fergus mac Echdach ;
- 781-792 : Donncoirce ;
- 793-806 : Occupation scandinave.
- 805-807 : Conall mac Taidg ;
- 807-811 : Conall mac Áedáin ;
- 811-835 : Domnall mac Caustantín  (sub-regulus) ;
- 835-839 : Áed mac Boanta  (sub-regulus).

Suite :